# Okręg Thann
Okręg Thann (fr. Arrondissement de Thann) – okręg we wschodniej Francji. Populacja wynosi 77 600.

## Podział administracyjny
W skład okręgu wchodzą następujące kantony:
- Cernay,
- Masevaux,
- Saint-Amarin,
- Thann.